# Tanaka Hiroki
Tanaka Hiroki (田中 寛己 Tanaka Hiroki, sinh ngày 25 tháng 5 năm 1991) là một cầu thủ bóng đá người Nhật Bản.

## Sự nghiệp
Anh có màn ra mắt vào ngày 20 tháng 4 năm 2014, ra sân từ đầu trước JEF United Chiba.

## Thống kê câu lạc bộ
Cập nhật đến ngày 20 tháng 2 năm 2017.
| Thành tích câu lạc bộ | Thành tích câu lạc bộ | Thành tích câu lạc bộ | Giải vô địch | Giải vô địch | Cúp                   | Cúp                   | Tổng cộng | Tổng cộng |
| Mùa giải              | Câu lạc bộ            | Giải vô địch          | Số trận      | Bàn thắng    | Số trận               | Bàn thắng             | Số trận   | Bàn thắng |
| Nhật Bản              | Nhật Bản              | Nhật Bản              | Giải vô địch | Giải vô địch | Cúp Hoàng đế Nhật Bản | Cúp Hoàng đế Nhật Bản | Tổng cộng | Tổng cộng |
| --------------------- | --------------------- | --------------------- | ------------ | ------------ | --------------------- | --------------------- | --------- | --------- |
| 2014                  | Kataller Toyama       | J2 League             | 13           | 0            | 0                     | 0                     | 13        | 0         |
| 2015                  | Kataller Toyama       | J3 League             | 13           | 0            | 0                     | 0                     | 13        | 0         |
| 2016                  | FC Maruyasu Okazaki   | JFL                   | 29           | 1            | 0                     | 0                     | 29        | 1         |
| Tổng                  | Tổng                  | Tổng                  | 55           | 1            | 0                     | 0                     | 55        | 1         |